# کوین جی. والش
کوین جی. والش (انگلیسی: Kevin J. Walsh؛ زادهٔ ۱۴ نوامبر ۱۹۷۵) تهیه‌کننده فیلم اهل ایالات متحده آمریکا است. او بیشتر به خاطر تهیه فیلم تحسین‌برانگیز منچستر بای د سی (۲۰۱۶) شناخته می‌شود که برایش جایزه اسکار بهترین فیلم را دریافت کرد.